# Backspegel

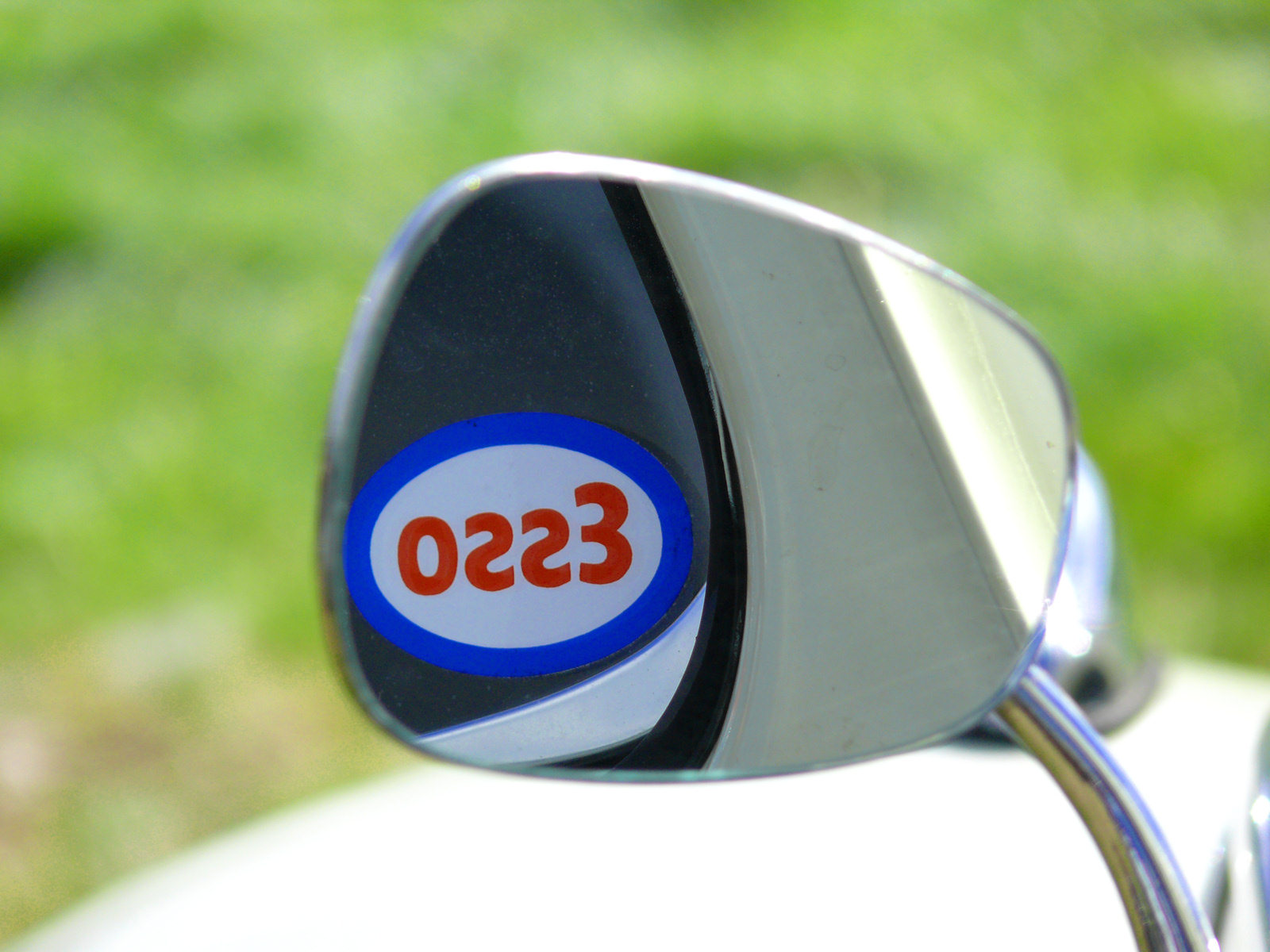
En sidospegel till en veteranbil.

Backspegel är ett hjälpmedel för att hålla uppsikt bakåt vid körning med fordon. Backspeglar monteras invändigt i fordonet, eller utvändigt som sidospeglar.
Backspegel är även ett bildligt uttryck för återblick, att titta i backspegeln.
Äldre bilar hade ofta bara en yttre backspegel (på förarsidan). Det var fram till 1960-talet vanligt att backspeglarna var monterade på framflyglarna, men på nyare bilar brukar de vara monterade på förardörrarna. Speglarna är justerbara, så att förare av olika längd och med olika inställning av förarstolen ska kunna få rätt siktfält. Den enklaste typen av ytterbackspegel justeras för hand, genom att föraren vrider på själva spegeln. På nyare bilar är ytterbackspeglarna justerbara med hjälp av inbyggda elmotorer som styrs med en liten styrspak från förarplatsen. Den inre backspegeln är ofta avbländningsbar, vilket innebär att bländande ljus från en bakomliggande bil med starka strålkastare eller solen kan dämpas genom att spegelns reflektion minskas. Detta åstadkoms genom att spegelglaset är något prismatiskt. I normalläget reflekteras ljuset mot spegelns silverskikt. Föraren bländar av spegeln genom att vippa den. Då reflekteras endast en mindre mängd ljus i glasets ytskikt.

## I Sverige
I "Transportstyrelsens föreskrifter och allmänna råd om bilar och släpvagnar som dras av bilar" (TSFS 2013:63) står:
31 kap. 21 § Personbil och lätt lastbil skall ha backspeglar placerade och i sådant antal att vägen kan överblickas på en bredd av
1. minst 10 m på vardera sidan om fordonets mittlinje på ett avstånd av 60 m från förarens ögonpunkter och bakåt, och
2. minst 2,5 m, räknat utåt från ett vertikalplan som är parallellt med fordonets mittlinje och som tangerar fordonets
vänstra sida, på ett avstånd av 10 m från förarens ögonpunkter och vidare bakåt.
Om det på grund av fordonets konstruktion endast delvis eller inte alls går att uppfylla kraven i 1. skall fordonet ha ytterligare backspeglar så att vägen även kan överblickas på en bredd av minst 2,5 m, räknat utåt från ett vertikalplan som är parallellt med fordonets mittlinje och som tangerar fordonets högra sida, på ett avstånd av 10 m från förarens ögonpunkter.'
Detta tolkas av SFRO att det från 1969 års model krävs två yttre och en inre backspegel. Inre backspegel kan saknas, ifall fordonets konstruktion inte medger sikt bakåt ifrån en inre backspegel (till exempel en skåpbil).
Saknas sidospeglar vid besiktning får fordonet en anmärkning och beläggs med körförbud med ombesiktning efter åtgärd.
(Källa: Svensk Bilprovning AB)
Ett fordon får alltså inte framföras på allmän väg utan sidospeglar, undantaget vid transport till verkstad.